# Пирохлор
Пирохлор — минерал класса оксидов и гидроксидов, сложный оксид натрия, кальция и ниобия с дополнительными анионами. Кристаллическая структура координационного строения.
Название — от др.-греч. πῦρ, род. пад. πυρός — «огонь» и др.-греч. χλωρός — «зеленый» (F. Wöhler, 1826).
Синонимы — флюохлор, хальколамприт, эндейлит.

## Свойства минералов

### Структура и морфология кристаллов
Кубическая сингония — Fd3m. Кристаллический, реже рентгеноаморфный — метамиктный. У кристаллического параметр ячейки составляет 1,04—1,045 нм, у продукта прокаливания метамиктного 1,037—1,041 нм; наименьшие параметры ячеек — у редкоземельных разновидностей (обручевита и мариньякита) 1,031—1,037 нм; у пандаита 1,056—1,058 нм, у стронциевых около 1,047 нм, у свинцовых 1,053—1,057 нм. Z = 8. Гексоктаэдрический класс, кристаллографическая группа — m3m (3L44L36L29PC). Наблюдающиеся формы: a (100), d (110), o (111), n (211), m (311); из них значительно преобладает o (111), нередки небольшие грани a (100) и d (110). Кристаллы обычно октаэдрического облика. Часто они несовершенны, иногда уплощены по граням октаэдра. Двойники по (111) очень редки.

### Физические свойства и физико-химические константы
Спайность обычно не наблюдается, иногда несовершенная спайность или отдельность по (111). Хрупок. Излом неровный, раковистый, до занозистого. Твердость 5—5,5. Микротвёрдость при нагрузке 100 г. 514—764 кГ/мм2, более низкая у метамиктных гидратированных образцов. Она несколько повышается с возрастанием содержания Nb, в зональных кристаллах различна в разных зонах; наиболее низкая микротвердость — у обручевита — 317—412 кГ/мм2 (при нагрузке 50 г), у пандаита 570 кГ/мм2, стронциевого пандаита 353—550 кГ/мм2. Удельный вес варьирует от 3,8 до 5; при близком составе у метамиктного пирохлора он ниже, чем у кристаллического, понижается в результате гидратации, повышается в общем с повышением содержания Ta, U, Ba, Sr, Pb. Цвет желто-бурый, красновато-бурый, бурый до буро-черного, также светло-бурый, янтарно-бурый, янтарно-желтый, бледно-желтый до бесцветного, изредка зелёный, желтовато- и оливково-серый. В кристаллах окраска часто распределена неравномерно: ядро отличается по цвету от наружных частей кристалла, наблюдается различие окраски в различных зонах и вдоль трещин. Черта светло-бурая, желтоватая. Блеск стеклянный до жирного и смоляного на изломе. Темно окрашенные разности просвечивают только в тонких осколках; гидратированный пирохлор прозрачен. Радиоактивен в различной степени в соответствии с разным содержанием урана и тория, иногда радиоактивны лишь отдельные зоны кристаллов. После прокалывания люминесцируют в лучах ртутно-кварцевой лампы.
При магнитной сепарации пирохлор концентрируется в неэлектромагнитной и слабоэлектромагнитной фракциях. Удельная магнитная восприимчивость неизмененного пирохлора варьирует, значительно возрастает при изменении минерала. Диэлектрическая постоянная типичного пирохлора 4,1—5,1, обручевита 3,81—4,96, уранпирохлора 3,42—3,46. Электропроводность порядка 2,0 * 10−10 Ом. Инфракрасные спектры поглощения кристаллического и метамиктного пирохлоров до и после их прокалывания одинаковы; поверхность пирохлора имеет отрицательный заряд. рН суспензии его больше 7,8, у обручевита 7,0. Флотируется олеиновой кислотой, олеатом натрия, фосфотеном. При флотации карбонатитовых пирохлоровых руд олеиновой кислотой в качестве активатора применяется купферон, депрессором служит лигносол; цирконо-пирохлоровые руды флотируются олеиновой кислотой с едким натрием и кальцинированной солью; производится последующая кислотная обработка и флотация концентрата аксилсульфатом натрия в кислой среде.

### Микроскопические характеристики
В шлифах в проходящем свете бурый, жёлтый, темно-красновато-бурый до почти непрозрачного. Изотропен. Показатель преломления варьирует в пределах 2,14—1,9: у собственно пирохлоров 2,00—2,14, несколько ниже у обогащённых ураном — 1,93—1,96, значительно более низкий — 1,83 у обручевита, 2,07—2.10 — у стронциевого пандаита. В шлифах характерны многочисленные трещины, часто наблюдается неравномерное распределение окраски. В полированных шлифах в отраженном свете светло-бурый (темнее ильменита, по сравнению с магнетитом слегка кремовый). Отражающая способность 11,9—16,2 %. Изотропен. Внутренние рефлексы характерны: красновато-желтые до желтых.

### Химический состав
Состав переменный в связи с широким проявлением изоморфизма и различной степенью гидратации. Состав типичного пирохлора близок к формуле A2B2O6F — NaCaNb2O6F (теоретический состав: Na2O —8,53 %; CaO — 15,39 %; Nb2O5 — 73,06 %; F — 5,22 %); обычно отмечается недостаток катионов группы А и анионов (X); при дефиците указанных ионов обычна гидратация пирохлора, и общая формула его имеет вид A2 — mB2X1 — n * nH2O.
В группе B ниобий резко преобладает над Ta и Ti, в группе доминирует над Са и Na, которые замещаются TR, U, Th, реже, Ba, Sr и Pb, в незначительном количестве Fe2+, K. Содержание Ti составляет 1,5—2,5 до 10—11 % TiO2 в уранпирохлорах, промежуточных между собственно пирохлором и бетафитом. Обычно содержание ZrO2 составляет 1—1,5 % (редко ло 4 %). Fe2O3 обычно содержится в количестве менее 1—2 %, в уранпирохлорах 2,5—4 %. Типичный пирохлор содержит обычно менее 1 % TR, иногда до 4 %; в редкоземельных разновидностях — обручевите и мариньяките — количество TR2O3 достигает 10 % и более. Повышенное содержание Sr (>5 % SrO) в пирохлорах из карбонатитах Сибири, в пирохлоре из Луеша (Конго), в стронциевом пандаите и в некоторых пирохлорах карбонатитовых месторождений Нкомбва (Замбия) и Чума (Мбея, Танганьика), Высокое содержание Ba отличает пандаит от типичного пирохлора, в котором обычно отмечаются доли процента BaO, максимально 0,93 %; значительно содержание PbO в плюмбопирохлоре. Типичный неизмененный пирохлор содержит лишь немного воды; количество её повышено в метамиктном пирохлоре, в уранпирохлоре и в редкоземельных разновидностях — обручевите и мариньяките. Пирохлор и редкоземельные его разновидности содержат до 4 % F. Фтор более характерен для пирохлора пегматитов и акцессорного пирохлора пород, чем для пирохлора карбонатитовых месторождений; в последних фторсодержащий пирохлор замещает пирохлор ранней генерации.

### Диагностические испытания
Измельченный в порошок с трудом растворяется в HCl; разлагается крепкой H2SO4 и HF, легко разлагается сплавлением с KHSO4. При анализе пирохлора лучший способ разложения — обработка серной кислотой с сернокислым аммонием. В полированных шлифах HF травится мгновенно. Травится HBF4, H2SO4 + KMnO4, кипящей H2SO4 при продолжительном действии. При травлении смесью NH4F + HCl выявляется структура. Перед паяльной трубкой края зерен слегка оплавляются, меняя цвет.

### Поведение при нагревании
Структура кристаллического пирохлора сохраняется обычно при прокалывании до 1200 °C; в результате нагревания метамиктных и частично метамиктных пирохлоров кристаллическая структура в основном восстанавливается. При нагревании метамиктные пирохлоры обнаруживают характерное свечение (вспыхивание) при переходе из метамиктных в кристаллическое состояние. В пределах 175—215 °C фиксируется эндотермический эффект, связанный с отдачей минералов воды, более выраженный у гидратированных разностей; уранпирохлор дает дополнительное эндотермическое положение в пределах 385—450 °C.
В результате прокалывания кристаллического пирохлора при 900—1000 °C и иногда образуется дополнительная фаза перовскита, при прокалывании метамиктных пирохлоров в интервале 750—930 °C, наряду с преобладающей пирохлоровой фазой, возникают дополнительные фазы ферсманита, перовскита, фергусонита, колумбита, рутила или самарскита; их образование зависит от химического состава исходного минерала.
Прокалывание ведет к заметному изменению пирохлора. Удельный вес кристаллического пирохлора при прокалывании практически не меняется; до прокалывания — 4,26, у прокаленного при 1000 °C — 4,27 вместо 4,07. Показатели преломления и отражательная способность метамиктного и кристаллического пирохлора в результате нагревания возрастают.

## Нахождение
Один из наиболее распространенных ниобиевых минералов. Характерен для нефелиновых сиенитов, альбитизированных гранитов, щелочно-ультраосновных пород и для карбонатов. В гранитных пегматитах представлен обручевитом.
Как акцессорный минерал наблюдается в нефелиновых и щелочных сиенитах и в связанных с ними пегматитах, где образуется при процессах альбитизации; ассоциируется с цирконом, ильменитом, биотитом (лепидомеланом), апатитом, реже с титанитом, эшинитом, ортитом, ильменорутилом. Характерен также для некоторых альбито-рибекитовых гранитов Нигерии, где сопровождается минералами метасоматического этапа — криолитом, топазом, циннвальдитом. В массивах щелочных и ультраосновных пород наблюдается в апатито-форстерито-магнетитовых и во флагопито-кальцито-магнетитовых метасоматических породах, а также в щелочных пегматитах; менее существенную роль играет в фенитах. В карбонатитах различного типа сопровождается диопсидом, форстеритом, флогопитом, бадделеитом, циркелитом, апатитом, магнетитом; ассоциируется также с щелочным амфиболом, эгирином, лепидомеланом, магнетитом, апатитом, цирконом, пирротином, пиритом. В щелочно-ультраосновых породах и в карбонатитах наблюдается несколько генераций пирохлора; ранний пирохлор содержит больше урана и тантала, чем более поздний; с процессами анкеритизации карбонатитов связано замещение раннего пирохлора. Известно образование вторичного пирохлора и его разновидностей по ниобийсодержащим минералам: по пирохлору более ранней генерации, по лопариту, колумбиту, самарскиту, ильмениту, ильменорутилу.

## Находки
Араша (Бразилия), Сент-Оноре (Канада), Шелинген (Кайзерштуль, Баден), оз. Лаахер (Эйфель) — ФРГ, Утьо (Швеция), Фредериксверн (Норвегия), Урал, Вост. Саяны, Якутия, Кольский п-ов (Россия), Панда-Хилл (Танзания), Тороро (Уганда), Нкубе Хилл (Зимбабве), Приазовье (Украина).

## Искусственное получение
Получается сплавлением CaO, NaF и Nb2O5.

## Практическое значение
В случаях повышенного содержания — ценная ниобиевая, отчасти урановая и редкоземельная руда; добывается во многих странах.

## Разновидности
Уранпирохлор — с повышением содержания урана и часто титана; метамиктный, обычно значительно гидратирован; по составу промежуточный между собственно пирохлором и бетафитом.
Характерен для массивов щелочных и ультраосновных пород и карбонатитов; обычно представляет наиболее раннюю генерацию пирохлора.
Обручевит — обогащен редкими землями иттриевой группы, содержит повышенное количество урана, иногда также тория, и значительно степени гидратирован. Встречен в России в альбитизированных зонах в гранитных пегматитах в тесной ассоциации с гранатом, колумбитом, в сопровождении фергусонита, циркона, реже ортита; установлен также в молибденсодержащих мусковито-кварцевых жилах, содержащих акцессорные монацит, ортит, топаз. Впервые обнаружен Нефедовым, назван Беусом в честь академика В. А. Обручева.
Мариньякит — обогащен редкими землями цериевой группы. Впервые встречен в пегматите около Уосо в штате Висконсин (США) с акмитом, лепидомеланом, рутилом и флюоритом. В России в Сибири обнаружен в ребикито-альбитовой жиле, содержащей малакон, приорит. Метамиктен. Замещает малакон и приорит. Содержание TR в среднем составляет 9,72 %. Назван по имени французского химика Г. Мариньяка.
Коппит — занимает промежуточное положение между пирохлором и мариньякитом. Параметр ячейки 1,039 нм. Удельный вес 4,45-4,56. Встречается в карбонатитах района Кайзерштуля в Бадене (Германия) с магнезиоферритом, форстеритом, апатитом.
Пандаит — бариевый, существенно гидратированный пирохлор. Параметр ячейки у пандаита из окрестностей Мбеи составляет 1,056 нм, у пандаита из Мримы и Мбале 1,058 нм. Очень хрупок и трещиноват. Удельный вес 4,00, у стронциевого 3,33—3,43. Цвет желто бурый, желтовато серый, оливково-серый, желтовато-бурый, бледно-желтый. Изотропен. n = 2,07—2,11. В отраженном свете серый. Отражающая способность несколько ниже, чем у обычного кристаллического пирохлора. Характерны очень большой дефицит атомов группы А и способность к обмену катионов (адсорбирует Tl при обработке растворами TlNO3 или жидкостью Клеричи, при этом параметр элементарной ячейки возрастает). Ba и Sr выщелачиваются при обработке соляной кислотой (4N). Менее сильное действие, чем на пирохлор, оказывает HBF4. Впервые пандеит был обнаружен в Мбеи в горах Панда в выветрелой биотитовой породе (фёните) контактной зоны карбонатитов. Собственно пандаит установлен в пирохлоровых концентатах из карбонатитов зоны Мбале (Мбея) — с лимонитом и горсейкситом, Луеша (Киву, Конго) и Араши (Сакраменту, Бразилия); в Араше зерна и кристаллы пандаита содержат вростки гематита, лейкоксена и магнетита; в Мбале и Мриме пандаит образует тесные прорастания с пирохлором.
Плюмбопирохлор — обогащен свинцом. Изометрические зерна, реже октаэдрические кристаллы с темно-бурым ядром и зеленовато-желтыми наружными частями. Содержание свинца подвержено значительным колебаниям. Обнаружен в метасоматических изменённых гранитах в России как акцессорных минерал совместно с щелочным пироксеном и фергусонитом.